# Асен Кисимов
Асен Ангелов Кисимов е български актьор и певец, роден на 3 май 1936 г. в Пловдив. Известен както с големи роли в театъра („Необикновен процес“, „Сватбата на Фигаро“, „Осъдени души“, „Иванов“, „Чудо“), в киното („Понеделник сутрин“, „От нищо нещо“, „Бронзовата лисица“) и в телевизията („Рицарят на бялата дама“, „Дядо Йоцо гледа“), така и с успокоителния си глас в радиоефира („Час на слушателя“ по програма „Христо Ботев“ на БНР и др.) и с незабравимите детски песни („Тече, всичко тече“, „Къде остана детството“, „Зайченцето бяло“, „Песен за хвърчащите хора“). Асен Кисимов представя първото българско развлекателно шоу – „Ейсън Чортън от Ямайка“ (1977 г.) и участва в редица моноспектакли. Един от тях е моноспектакълът „Великите поети на България“ – до края на живота си актьорът го представя над 700 пъти в страната и чужбина.

## Псевдоними
Асен започва да играе със собствените си име и фамилия – Асен Кисимов. Поради големия успех, завистниците пускат слух, че той е роднина на Константин Кисимов и затова е протежиран.
Асен продължава работа като Асен Ангелов, така стои името му в титрите на някои филми и като изпълнител на песни. И с това име става популярен.
Радиошоуто „Час на слушателя“ го води като Бате Асен. И така е популярен.

## Детство
Тази част от рода Кисимови, към която принадлежи и актьорът Асен Кисимов, произхожда от Милево (Пловдивско), като по-късно голяма част от този род се преселва в Пловдив.
Кисимов е роден на 3 май 1936 г. в Пловдив и е кръстен в местната църква „Св. Петка“, която съществува и до днес и се намира в близост до Стария град на Пловдив. Майка е Людмила Попгеоргиева-Кисимова, а баща му – инж. Ангел Панайотов Кисимов. Асен е второто дете на семейството, преди него през 1934 година е роден по-големият му брат (режисьорът) Иво Кисимов. Баща им Ангел е известен още от млад с невероятната си жажда за знания, упоритост и амбициозност и изненадва мнозина, отказвайки се от цялото си семейно наследство в полза на следване в чужбина. Ангел Кисимов завършва инженерни науки в Бърно, Чехия и се връща в родината, където много успешно работи по специалността си.
По спомените на самия Асен, детството му в Пловдив е „щуро и безгрижно“. Голямо влияние върху него оказва майка му Людмила (или Мила, както я наричали всички). Мила учи в Софийския университет „Климент Охридски“, но е изгонена по политически причини, след което отива да следва в Пловдивския учителски институт. В Пловдив се запознава и с Ангел Кисимов, за когото по-късно се омъжва. Людмила Попгеоргиева-Кисимова помага на бедни и сираци през целия си живот. Тя запалва у своите синове интереса към книгите, изкуството и словото. По-късно, заради работата на Ангел, младото семейство се премества в София с двете си деца Иво и Асен.
Семейството отначало живее в хотел срещу гарата. Асен Кисимов е талантливо дете още от малък – обича да чете, да разказва, да пее и може да се претвори в различни образи, много е артистичен. На 10 години той вече пее в основания през 1946 г. от Бончо Бочев хор „Бодра смяна“, където се сприятелява с малко по-големия от него Димитър Тъпков. Едва дванадесетгодишен, малкият Асен за първи път участва на живо в предаване на Радио София през 1948 г. А през януари 1949 г. той играе за пръв път и в детска пиеса, която се казва „Нова година в нашата дружина“ по Асен Босев.
На 20 април 1950 г., когато е на 14 години, Асен участва в пиеса на Народния театър по Ант. Запотоцки („Идат нови борци“) с режисьор Стефан Сърчаджиев. До края на живота си Кисимов не може да забрави това изживяване и мириса на топъл грим в гримьорната – усещането за театър го завладява.
Пак през 1950 г. той играе „Аврамчо“ в постановката „Под игото“ по Иван Вазов в Народния театър, с режисьор Боян Дановски, а година по-късно участва и в пиесата „Немци“.

## Студентски години
След като завършва тогавашната Първа руска гимназия „Калинин“ в София, Кисимов е приет да следва актьорско майсторство във ВИТИЗ „Кръстьо Сарафов“, в класа на професор Георги Стаматов. Попада в силен клас, заедно с Вълчо Камарашев, Лилия Райнова, Виолета Бахчеванова, Сотир Майноловски, Живко Гарванов и Димитър (Митьо) Манчев. Изпитът му в първата година от следването е през юни 1955 г., а на следващия месец Кисимов участва и за пръв път в кино-продукция – „Точка първа от дневния ред“ е първият цветен български филм. Режисьор е Боян Дановски, по музика на Любомир Пипков.
През януари 1957 г. като студент в трети курс той заминава за Москва по покана на свои бивши съученици. За 20-дневния си престой там успява да се наслади на няколко прекрасни пиеси с изключително добри актьори – впечатление, което също остава за цял живот и което той нарича „чудеса от актьори“. След изпита си в трети курс на ВИТИЗ, Асен играе и във втори филм – „Години за любов“, където е в ролята на „Борето“. Режисьор на филма е Я. Янков, оператор е Въло Радев, а музиката е на Александър Райчев.
През 1958 г. Асен Кисимов получава за първи път театрална роля, в която героят му участва в цялата пиеса. Става дума за постановката „След 20 години“, където той се превъплъщава в „Коля“.
През април 1959 г. се снима в трети филм: „Стубленски липи“, където играе „Ангел“. Същата година актьорът полага държавния си изпит по художествено слово във ВИТИЗ „Кръстьо Сарафов“. Кисимов е участвал в 18 пиеси и 3 филма. Думите на учителя Стаматов обаче се запечатват в съзнанието на младия актьор: „Запазете детството, запазете непосредствеността. Това е основата на актьорската игра“ – казва често Георги Стаматов.

## 60-те години
След завършването си Асен Кисимов започва да играе в така одумвания тогава Драматичен театър Бургас и участва в сътворяването на Модерния български театър. Първата му „професионална“ роля е тази на „Сашко“ в пиесата „Барабанчица“.
В Бургас той се запознава с режисьора Леон Даниел, когото смята за свой втори учител и участва в много негови постановки („Сизиф и смъртта“, „Чудак“, „Вишнева градина“ и мн. др.), като „Вишнева градина“ по Чехов е първата му роля в класиката. През началния сезон, откакто завършва ВИТИЗ, Кисимов изиграва три централни роли в пиеси на Леон Даниел и три при другите режисьори. Той смята това за голям шанс, защото е заварил най-силния период на театъра с режисьори като Леон Даниел, Вили Цанков и Юлия Огнянова, които според думите му правели нова драматургия с нови средства.
През 1960 г. Асен Кисимов участва в два филма – „Бъди щастлива, Ани!“ и „Последният рунд“, а през 1961 г. във филма „Пленено ято“.
През 1962 г. Драматичен театър Бургас е закрит след решение на Централния комитет на БКП. Това е оповестено от тогавашния Министър на културата, който заедно със завеждащия „Агитация и пропаганда“ лично закрива театъра. В знак на протест Асен, заедно с още 23-ма свои колеги актьори (от общо 30), подават оставки и напускат Драматичния театър. По-късно, с помощта на заместник-министъра на културата Иван Башев, половината от протестиращата актьорска група успява да се премести в София.
В годините след напускането на Бургаския театър, Кисимов продължава да играе в множество постановки на Леон Даниел в София – участва в над 30 спектакъла на талантливия режисьор. След завръщането си в София актьорът играе последователно от 1962 г. до 1965 г. в Театър „Българска армия“, после за кратко в Театър „Народна сцена“, от 1966 г. до 1972 г. в „Театър на поезията и естрадата“ (по-късно превърнал се в Театър „София“), а от 1972 г. до 2003 г. отново в Театъра на Армията, както и от време на време в Сатиричния театър и „Театър 199“.
От 1962 г. Асен Кисимов започва да разказва и приказки по телевизията и се превръща в едно от любимите лица на малките зрители.
На Софийска сцена той продължава да жъне успехи в театъра. За ролята на „Учителя“ в пиесата „Посещението на старата дама“ по Дюренмат (с режисьор отново Леон Даниел) през 1963 г. Асен получава особено голямо признание от критиката. А на следващата година (1964) той получава Първа награда на Националния преглед на българската драма и театър за ролята си на „Николай“ в пиесата „Необикновен процес“.
Също през 1964 г. актьорът участва във филма „Тринадесетте дни“ и започва да води радиопредаването „Часът на слушателя“ по програма „Христо Ботев“ на Националното радио. Чрез него той получава прозвището „Бате Асен“, като в по-късните години от живота си често обича да се шегува, че децата вече го наричат „Дядо бате Асен“. Той води това така задушевно и усмихнато предаване над 40 години – до смъртта си през 2005, затова и екипът на предаването решава да кандидатства за рекордите на Гинес като най-старото предаване, водено толкова дълъг период от време от един и същи човек. Кисимов успява да създаде една особена и отличаваща се атмосфера в „Час на слушателя“, една истинска успокоителна близост в радиоефира, която не е характерна за строгите радио-години на 60-те, когато повечето водещи биват наричани просто „говорители“. Може би затова той е именуван от мнозина освен като „Бате Асен“ и като „Радиотаткото“.
През 1965 г. Бате Асен се снима във филма „Понеделник сутрин“, където играе „Йордан“. Следват неприятности след едно-единствено излъчване през 1966 г., филмът на Христо Писков и Ирина Акташева е обявен за „ерес“ и забранен, защото органите на цензурата по онова време приемат като заплаха поставените във филма въпроси и считат, че той осмива „комунистическите ценности“ на българското общество през 60-те години. Специалисти смятат, че „Понеделник сутрин“ е един от най-интересните и обсъждани филми, родени по време на социализма. В него на Асен Кисимов партнира на Пепа Николова (в главната женска роля) и това е първата филмова роля за актрисата. „Понеделник сутрин“ стои заключен повече от 20 години, а през 1988 г. най-сетне филмът отново излиза на бял свят. Тогава е и неговата истинска премиера. На церемонията за наградите на Съюза на българските филмови дейци (СБФД) през същата година, той печели 3 отличия. „Понеделник сутрин“ не остава незабелязан и извън България. Филмът минава успешно през трудната селекция на Берлинале 1989 и е включен в програмата на фестивала. През следващата 1990 г. той е забелязан и представен и на Международния филмов фестивал Ротердам (IFFR) в Нидерландия. През 2002 година „Понеделник сутрин“ отново е избран от журито на Берлинале и е представен за втори път на Международния филмов фестивал в Берлин.
В годината на заснемането на „Понеделник сутрин“ – 1965, умира от рак майката на Асен Кисимов – Людмила, която по това време е само на 53 години. Загубата на така обичната му майка, от чийто образ той се възхищава безмерно, го разстройва дълбоко. Актьорът намира утешение единствено в работата си. В този период той изиграва прекрасни и запомнящи се роли като например в „104 страници за любовта“, „Табакера 18 карата“, „Малки Пушкинови трагедии“, „Пътеки“ по Николай Хайтов, „Еснафи“ по М. Горки и „Има ли смисъл да утепваме мечка“ заедно с Коста Цонев.

## 70-те години
През 1970 г. Асен Кисимов участва в пиесата „Жестокият пръстен“.
През 1972 г. Асен изиграва по запомнящ се начин „граф Алмавива“ в „Сватбата на Фигаро“, а година по-късно е блестящ и като „Маркиза“ в постановката „Осъдени души“ на Театъра на Българската армия. Пак през 1973 г. той се снима в деветия си филм „...И дойде денят“, където играе много силна роля – тази на Матей. Годината е изключително творческа за Кисимов – точно тогава той за пръв път се заема и със самостоятелно режисиране, а именно на пиесата „Както ви харесва“ по Уилям Шекспир. Декември месец гостува в Германия пред „Берлинер ансамбъл“ с участието си в постановката „Матросите на Катаро“ по Фр. Волф.
През 1974 г. актьорът изиграва още една вълнуваща филмова роля в кинопродукцията на Н. Чернев – „На живот и смърт“. Асен Кисимов сключва втория си и последен брак и се жени за талантливата пианистка Надя Михова. Надя завършва със златен медал Московската консерватория „Чайковски“, но получава заболяване на пръстите на ръцете, което унищожава нейната кариера на пианистка. По-късно тя става преподавател в Националното музикално училище „Любомир Пипков“ в София. Двамата споделят огромната си любов към изкуството, литературата и музиката и независимо, че се развеждат 18 години по-късно, те остават верни и неразделни приятели до края на живота си.
През 1975 г. Кисимов прави поредната си впечатляваща роля като „Отец Натаниел“ в пиесата „Напразните усилия на любовта“ по Шекспир, а година по-късно участва в единадесетия си филм – „Да изядеш ябълката“, както и в първата режисьорска работа на Наум Шопов – пиесата „Трибунал“, която е преведена от руски от Надя Михова. Пак през 1976 той радва публиката с играта си в „Сизве Банзи е мъртъв“ на режисьора Крикор Азарян. Тази постановка е наричана от мнозина „брилянтна“, в нея Асен Кисимов, Стефан Данаилов и Васил Михайлов играят бели негри.
През 1977 г. участва в поредния кино-филм „Хора отдалече“ на режисьора Никола Рударов. Кисимов представя и единственото по рода си в България дотогава развлекателно шоу „Ейсън Чортън от Ямайка“ на Фестивала на хумористичната и сатирична песен „Златният Кос“, което предизвиква голям интерес. Това е, така да се каже, първото българско „шоу“-представление и е режисирано от брат му Иво Кисимов.
През 1978 г. на 28 декември се ражда първата му рожба – син, за когото толкова си е мечтал. Кръщават го Йордан. Стефан Данаилов буквално хвърля пъпа на бебето на сцената на Народния театър, където шеговито, но възторжено бива обявено, че се е родил Йордан Асен Първи. Кръстница на бебето става дългогодишната приятелка на семейството Соня Кушлева.
През същата година Асен Кисимов изпява една много красива песен по текст на Валери Петров и музика на Георги Генков, това е „Песен за хвърчащите хора“ от филма „Адиос, мучачос“. А следващата 1979 г. е отново щастлива за актьора, защото той участва в любимата на мнозина комедия „От нищо нещо“, където играе ролята на журналиста Ангел Ташев. Пак по това време Кисимов се превъплъщава в образа на „Лебедев“ в пиесата „Иванов“ по Чехов, с която остава завинаги в сърцата на мнозина любители на театралното изкуство.
Още популярност и зрителска обич актьорът събира с изпълнението на песента „Къде остана детството“ към филма „Войната на таралежите“. Филмът, режисиран от Иванка Гръбчева, по сценарий на братя Мормареви, получава наградата за детско кино на Съюза на българските филмови дейци през 1979 г. и заедно с песента изписва още една приказна страница в историята на българското кино за деца. „Къде ми са детските книжки… кажи ми, мой прашен сандък?“ запяват малки, големи и белокоси деца заедно с актьора Асен Кисимов. Интересното е, че песента звучи често и до днес по радиостанциите в България, осветявайки един или друг прашен спомен за шареното детство на хиляди вече пораснали български малчугани.

## 80-те години
През 1982 г. Кисимов озвучава с гласа си „д-р Щросмайер“ от чехословашкия сериал „Болница на края на града“ по Националната телевизия, а на следващата 83 година, пак на малкия екран, излиза българският телевизионен сериал „Рицарят на бялата дама“, в който той играе ролята на учителя по история „Гърбатко“. „Рицарят на бялата дама“ се излъчва по телевизията многократно по желание на зрителите. Успехът на малкия екран продължава и когато през 1985 г. се излъчва телевизионната постановка „Дядо Йоцо гледа“ по Иван Вазов, където актьорът е в ролята на „дядо Йоцо“.
През 1985 г. двамата със съпругата му Надя заминават на пътешествие из Европа. Посещават много градове в няколко държави. Докато един ден разглеждат Лондон, двамата откриват, че на следващия ден в Barbican Centre на Silk Street, в близост до централната част на града, има премиера на „Хамлет“ на Шекспировия театър. Кисимов е във възторг, докато не разбира, че естествено билетите са разпродадени много отдавна и е невъзможно да види пиесата. Той обаче не се отказва, отива в Barbican Centre на следващия ден още в ранния следобед и се нарежда на огромната опашка, чакайки търпеливо да се добере до касите, където хора си купуват билети за следващите представления. Стигайки до касите най-сетне, той събира целия си кураж и на скромния си английски изрича пред продавачката на билети, че той е български актьор и трябва да види тази пиеса, иначе ще убие някого. Трогнато от интереса му и от огромното му желание да види на всяка цена пиесата, момичето на касата му влиза в положение и го настанява при прожекторите, на най-високото място в препълнената зала. Така той, безкрайно щастлив, все пак успява да гледа „Хамлет“ в Лондон, въпреки че няма билет.
Европейското пътешествие на Надя и Асен продължава. С интерес разглеждат Италия и Франция, Париж, Южна Франция. Там двамата, ограбени и останали без паспорти и средства, се приютяват в Българското посолство в Париж, където им се издават временни пътни листове. Така пътешествието им завършва малко преждевременно и разочароващо, но отнасят със себе си букет от чудесни цветни впечатления от красотите на Европа.
Следващата 1986 г. носи на актьора равносметката за вече над 100 роли в театъра и киното, както и Голямата награда за художествено слово „Владимир Трендафилов“ и Специалната награда на Посланика на Унгария. Същата година Асен Кисимов силно впечатлява публиката за пореден път с изпълнението си в „Явява се разносвачът на лед“ по Юджийн О’Нийл, а преди това има вълнуващо посещение пред българска публика в Квебек (Канада).
През 1986 умира баща му Ангел Кисимов, малко след като актьорът е изпял песента „Тече, всичко тече… времето няма бряг и ни влече“ за детския сериен филм по БНТ „Васко да Гама от село Рупча“. Тази песен се радва на огромен успех също като „Къде остана детството“ от 1979 г. Самият филм, с режисьор Митко Петров и сценаристи отново братя Мормареви, също бива отличен пак с наградата за детско кино на Съюза на българските филмови дейци.
1987 г. започва с участието на Кисимов в телевизионната новела „Преди да реши съдът“ по Камен Русев, а по-късно пожънва успех с още две роли – в „Подробности от пейзажа“ по Ст. Стратиев и в „Диктатура на съвестта“. През същата година актьорът играе и в две кино-продукции: „Някой пред вратата“ и „Ева на третия етаж“.
Сред многобройните си участия на сцената, на големия и малкия екран, Асен Кисимов успява през 1989 г. да намери време и да запише 10 песни и текстове за плочата си „Бате Асен“, издадена от Балкантон, както и да участва в „Песента е моето хоби“ по Българската национална телевизия. През април на следващата година той печели и Първа награда на конкурса по художествено слово „100 години Чудомир“.

## 90-те години
През 1991 г., наред с изявите си в театъра, Кисимов участва във филмите „Бронзовата лисица“ с режисьор Никола Рударов и в „Когато ме стегне шапката“ („Любовниците“), а през същата година на 28 март актьорът представя отново, след 14 години, шоуто „Ейсън Чортън от Ямайка“ в зала „България“ на XVII издание на „Златния кос“. Интересът към шоуто е възобновен след толкова много години и актьорът прави концерт с песни от него отново на 14 май в зала 2 на НДК под диригентството на Вили Казасян. Шест дни по-късно, на 20 май е бенефисът посветен на 55-годишнината на актьора, който празнува и 35 години в театъра и почти 25 години от предаването „Бате Асен“.
Следващата 1992 г. започва с успех за Асен Кисимов. На 22 януари той изиграва ролята на евреина Хаим в постановката „Чудо“ по Иван Радоев с режисьор Леон Даниел и музика на Кирил Дончев. Със същата постановка, на 25 и 26 юни България за първи път участва в най-престижния Европейски Форум за Драматургия – Биеналето в Бон, Германия. Форумът е основан от немския драматург Танкред Дорст и се организира на всеки две години, в него участват нови пиеси от цяла Европа, а селекцията е строго професионална. Постановката бива съпроводена от бурни аплодисменти и печели Първа награда като актьорите са извикани 17 пъти на бис.
В този период Кисимов играе в „Сънят на смешния човек“, в „Една вечер за трима“ с Емилия Радева и участва в мюзикъла „Двубой“ по Иван Вазов. На 15 септември актьорът има честта да открие училище „Чудомир“ в Казанлък и основава фонд на училището.
Аплодисментите не стихват и през 1993 г. Тогава Асен играе в постановките „Топаз – Романс за един идиот“ и „Влюбените“ по Карло Голдони. В края на годината Кисимов участва във филма на Нидал Алгафари „La donna e mobile“, чиято премиера е на 28 декември. Два месеца по-рано, на 8 октомври в НДК, заедно с композитора Бенедикт Молхов, двамата организират спектакъла „Нашият приятел Валери“ в чест на големия български поет и писател Валери Петров. Този спектакъл се превръща в традиция и на следващата 1994 година, той се състои отново по повод рождения ден на Валери Петров на 22 април. Същата година е изпълнена с множество рецитали за Асен Кисимов, който твърдо е решил да се заеме с трудоемката задача, да напомня на своите съвременници за богатството на нашето слово и за чудесните български поети и писатели. Така възниква рециталът „Шумки от габър“ по Николай Хайтов, който също има голям успех.
През 1994 е големият успех на националния отбор в световното първенство по футбол в САЩ. Радвайки се много на това, че футболистите ни са се класирали за Световното, Асен издава няколко песни по този повод, сред които „Златното момче на България“ (от албума „Хайде наш’те“), „И пак победа“ и „Здравей, Лили Марлен“.
През 1995 г. Кисимов с удоволствие открива „Чудомировите празници“. Участва на театрална сцена предимно с рецитали.
През тази година в един софийски трамвай група младежи с бръснати глави го пребиват и наръгват в главата, защото им приличал на турчин. Актьорът прекарва известно време в болница за лечение на черепната си травма. Учуден е от постъпката на тези млади хора, но им прощава, защото смята, че добротата е тази, която е от значение и която може да промени хора и събития. Асен Кисимов мисли, че човек се ражда добър и оттам нататък, зависи как ще бъде настроен да възприема околния свят. „За съжаление“, казва актьорът, „днешният свят е изпълнен с много насилие, което сякаш се е превърнало в нещо нормално и затова най-верният път е именно добротата“. В интервю в предаването „Всяка неделя“, актьорът (още с видими рани от побоя) официално прощава на своите нападатели и с голямото си сърце отново пледира за доброта и толерантност. Младежите с бръснатите глави обаче така и не се свързват с него, за да му се извинят – оказват се съвсем не толкова смели, колкото в деня на нападението.
През 2005 г. анонимен автор включва името на актьора в списък с така наречените „предатели“. Този списък е публикуван във форум на страницата на партия „Атака“. Обвинението към него и към още десетки изтъкнати български общественици и творци е, че е „приятел на евреите и че заради поведението си и голямата си уста е бил справедливо пребит през 1995 г. от скинари в трамвая“.
Този инцидент от 1995 г. и лечението на травмите откъсват за известно време Асен Кисимов от ангажиментите му, както и от киното и театъра. Въпреки всичко, с присъщата си сила на духа и вяра, актьорът успешно се завръща през 1996 г. с рецитала си „Шумки от габър“, който е представен от Кисимов освен в България и в Словакия и Австрия, където той гостува съответно в Българския Културен Център в Братислава и в Дом „Витгенщайн“ във Виена.
По-късно през същата година публиката го аплодира и в препълнената Зала „България“, където той участва в концерт по музика на Панчо Владигеров. След 22 години, актьорът се радва да види същите си колеги, събрани на едно място – екипът от 1974 г. Мюзикълът е „Вълкът и седемте козлета“ със Софийската Филхармония и диригент Емил Табаков. Малко по-късно през годината – през месец май – този екип записва „Вълкът и седемте козлета“ за телевизионно излъчване.
1996 г. е осеяна добра за Асен Кисимов. Тогава той празнува 60-годишен юбилей и представя на публиката, заедно с композитора Бенедикт Молхов, спектакъла „Чудото Чудомир“. Вътрешната му премиера е на 10 май в клуб „Максим“ на ТБА и се увенчава с голям успех, който се повтаря както в София, така и в страната. Годината завършва по същия начин с детски спектакли и отново с високо оценената от публиката постановка „Чудо“ по Иван Радоев.
През месец май 1997 г., е българската премиера на филма „Еуфорична трагедия“ на известния сръбски режисьор Горан Маркович, където Кисимов играе ролята на усмихнат психар. През ноември същата година актьорът се радва да участва в пиесата на Леон Даниел „Одисей пътува за Итака“.
През цялата 97 година рециталите мъ продължават сред бурни аплодисменти, а актьорът се завръща и на сцената на театъра с чудесната роля на „Фирс“ в пиесата „Вишнева градина“ по А. П. Чехов на режисьора Крикор Азарян. Малко по-късно той се справя отлично и с ролята на „Езоп“ в едноименната пиеса по Гилерме Фигейредо, а след това работи и с режисьора Красимир Спасов в пиесата „Много шум за нищо“ по У. Шекспир и музика на Стефан Вълдобрев. От тази пиеса е песента „Рай“, както и прекрасното „Танго в 7/4“ на Вълдобрев, което звучи по време на сцената с бала в двореца.
През деветдесетте години Кисимов продължава да работи и с още един свой стар приятел – драматурга и поета Панчо Панчев (известен още като дядо Пънч). Двамата се познават още от ученици, после следват във ВИТИЗ и професионалните им пътища се събират покрай театъра през 60-те години. По-късно създават „Гатанките за Лека нощ“ по Националната телевизия, придружени от книжка – отново за най-малките. И през 1997 г. двамата, под псевдонимите „Дядо Пънч“ и „Дядо Бате Асен“, продължават да работят заедно за детската аудитория, забавлявайки я с представлението „Думички тайни, хайде, познай ни!“. С него гостуват както в София, така и в цялата страна.
1998 г. актьорът Асен Кисимов посвещава почти изцяло на мюзикъли и рецитали. Изключително е щастлив да участва в „Софийски музикални седмици“ през месец май, когато влиза в ролята на „Господин Пиер“ в детската опера „Вещицата от долапа за метли“ в присъствието на самия автор Марсел Ландовски, който тогава е на 83 години. Участват още Хорът на Софийските момчета с диригент талантливата Адриана Благоева, а директор на „Софийските музикални седмици“ за първа година е професор Димитър Тъпков, след като през 1997 г. умира дотогавашният директор Петър Ступел. Кисимов с умиление си спомня за далечната 1946 г., когато заедно с Тъпков пеят в детския хор „Бодра смяна“, а актьорът е само на десет години. Трийсет години след „Бодра смяна“ – през 1976 г. – „Кантата за мира“ на големия български професор Д. Тъпков заема първо място на Международната Трибуна на Композитора в Париж, а през 1977 г. той получава и Първа награда за детска песен на конкурса на Международната Организация за Радио и Телевизия (ОИРТ).
През цялата 1998 г. продължава и съвместната работа на Кисимов с Панчо Панчев – двамата правят представлението за деца „Дядо Пънч или Панчо Панчев на 777 месеца“. Асен обожава да посвещава времето си на децата, смята, че те са по-важни от възрастните, защото и при тях има борба за успех, но тя е чиста и не е така злобно рафинирана, няма подлости, няма лакти, няма думи и действия зад гърба. Според него, всяко дете се ражда добро и едва по-късно бива формиран неговия светоглед, затова на актьора му е мъчно, че на някои деца не им се обръща достатъчно внимание. Кисимов, както и Панчо Панчев, се страхуват от тенденцията, че днешните деца не биват стимулирани да четат книжки и по този начин тяхното съприкосновение с вълшебния свят на словото, на книгата и на изкуствата може да остане недоразвито. А точно този вълшебен свят би ги спасил от отчуждение и самота в иначе най-комуникационния век – века на компютрите, интернет и на безкрайните, неизмерими кибер-пространства, смята Бате Асен. Пазейки дълбоко в сърцето си думите на своя Учител проф. Георги Стаматов, той мисли, че детският космос и този на истинския актьор са много близки и си приличат по любопитството и интереса към прекрасния широк свят.
В края на 1998 г. Асен за пръв път представя из страната вече структурирания си моноспектакъл „Великите поети на България“ в първоначалния му вариант, в който са включени творби на неколцина големи български поети и писатели. При посещенията в училищата в страната учителите му се оплакват, че имат само по 3 часа български език и литература на седмица, което силно го впечатлява и затвърждава желанието му да разпръсне, колкото се може в по-широк кръг, любовта към българското слово, да подтикне повече млади хора да погледнат по различен начин на българската литература и нейните великолепни автори. В първата си среща с учениците Асен е малко притеснен за това дали ще успее да изпълни мисията си, дали учениците ще могат да се потопят в магията на българската класика, която ще им бъде поднесена този път съвсем осезаемо – не от страниците на учебниците им, а съвсем близо до тях, в реалността. Но след първите две, три минути учениците притихват и думите стигат до тях – те слушат с истински интерес. Така още от самото начало моноспектакълът се приема много добре и зрителите са възхитени. Кисимов успява да задържи вниманието и на учениците и на останалите зрители по изключително оригинален начин, като разказва интересни периоди и случки от живота на великите поети и писатели – неща, които по принцип не се преподават в училище. Отдава му се да покаже авторите от друга страна – например, да покаже веселия и тъжния Ботев в стихове.
През 1999 г. е премиерата на моноспектакъла „Небесен пратеник“ с негово участие, по сценарий и режисура на Альоша Бехар. В този моноспектакъл Асен изиграва цели 17 роли за час и половина. Постановката се играе още два пъти през юни, като с това Кисимов отбелязва 40 години от завършването на ВИТИЗ и 50 години от стъпването му на сцената на Народния театър (както споменахме, актьорът участва в пиесата „Идат нови борци“ на сцената на същия театър едва 14-годишен). През септември 1999 г. той играе в още две постановки – „Мъжемразка“ в театър „Барбуков“ и в съвместното му представление с Альоша Бехар „Хайде на театър“.

## 2000 – 2005 г.
През 2000 г. Асен Кисимов се отдава на рецитали и доста пътува из страната, забавлявайки най-малките и представяйки по-нататък своя моноспектакъл „Великите поети на България“.
В края на годината в Дома на Киното е премиерата на „Ad Libitum 2: Речитатив на завистника“, с Кисимов в ролята на „Завистника“ – изиграва я блестящо. Режисьор и сценарист е Георги Дюлгеров, а музиката е на Божидар Петков.
В началото на 2002 г. Асен Кисимов официално представя последния вариант на спектакъла „Великите поети на България“ в клуб „Максим“ на ТБА. Моноспектакълът съдържа произведения на големите български автори Христо Ботев, Иван Вазов, Димчо Дебелянов, Христо Смирненски, Чудомир, Николай Хайтов, Елин Пелин, Валери Петров, Леда Милева и позволява на всеки зрител да се докосне до магията на тези творци и същевременно да ги погледне от различни ъгли – да изпита и веселието и драматичността, преплитащи се в словото им. Публиката е възхитена. За пореден път.
В следващите месеци и години Асен участва в множество предавания по радиото и телевизията, води концерти и рецитали за малки и големи, спектакъла „Великите поети на България“, както и своето радио-предаване.
През тези последни години актьорът се опитва да превъзмогне загубата на един от най-добрите си приятели в живота – бившата му съпруга Надя Михова, която след дълго и мъчително боледуване все пак не успява да се пребори с рака, който има от години, и умира на 28 май 2003 г. на 57-годишна възраст. Актьорът, бди буквално денонощно над леглото на Надя в болницата, за да ѝ помага и да я окуражава.
Кисимов се опитва да удави мъката в литература, музика, в работа, пътува непрекъснато, не се спира нито за минута. Раздава се на малки и големи, пее, рецитира, среща се с обични приятели. В края на 2003 г. успява да заснеме телевизионната постановка „Майстори на българското слово“ в пет серии, които започват да се излъчват по БНТ. Това е телевизионният вариант на „Великите поети на България“.
На 22 май 2004 г. Асен е в Хелзинки и тъкмо се подготвя за „Великите поети на България“, когато се запознава в българското посолство с фотографа Румен Жерев, който е пристигнал в холандската столица, за да подреди поредната си изложба по случай празника на светите братя Кирил и Методий. Така се заражда още едно истинско приятелство. Двамата се чувстват като братя по душа – въпреки разликата от 20 г. във възрастта им.
В края на юни Кисимов пътува за Израел, където изнася два концерта и посещава „Свещения град“ Йерусалим, Тел Авив, както и едно от най-старите селища в света – Яфо, което от 1950 г. е обединено с Тел Авив като негов квартал. На 27 юли 2004 г. актьорът става „Хаджия“ и е много радостен, защото винаги е мечтал да направи това.
През март 2005 г. с Румен Жерев са поканени от Българския Културен Институт в Будапеща да направят изложба и рецитал. За 7 години Кисимов е представил моноспектакъла си „Великите поети на България“ общо над 700 пъти в училища, зали и театри, в България и чужбина.
Както разказва самият Жерев, в автобуса за Унгария има много млади хора, които веднага разпознават актьора и много му се радват. Той от своя страна им изнася част от рецитала и е обсипан с аплодисменти.
След Унгария следва Австрия. Във Виена двамата приятели Жерев и Кисимов правят още една съвместна изложба и рецитал. Имат големи планове в най-близко време да продължат патриотичното си дело под мотото: „Нашата България е прекрасна. Елате и я вижте!“ – искат да отидат в Париж, в Скандинавските страни и отвъд Океана. Планират представление в Чикаго. В тези смели идеи ги окриляват стотиците възхитени очи на българи в чужбина, отправяни към тях толкова пъти – очи, изпълнени с жажда, много гордост и малко тъга. Моноспектакъла си пред българи в чужбина, актьорът започва винаги със стихове на Ботев, който също е бил емигрант. По разкази на самия Кисимов, на спектаклите му извън България идват винаги пълната палитра от поколения – от бабите и дядовците, майките и бащите, та чак до внуците – и всички са много емоционални, радват се, смеят се, плачат. Асен изпитва истинска наслада да радва другите – близките, приятелите, колегите, публиката – това е в кръвта му.
Последните години на актьора са сякаш най-точното олицетворение на неговата душа. Той пее, рецитира, пътува непрекъснато, въпреки проблемите си със сърцето (Кисимов има вроден порок на сърцето), мечтае, подготвя безброй проекти, изнася стотици пъти моноспектакъла си „Великите поети на България“ в България, както и в Холандия, Израел, Унгария и Австрия, записва този спектакъл като телевизионна постановка, води множество концерти, участва в телевизионни предавания, работи над собственото си радио-предаване, подготвя диск със своите най-известни песни, обмисля спектакъл за 70-годишния си юбилей.
На 12 юли 2005 г. Асен Кисимов открива в Благоевград изложбата на приятеля си Румен Жерев „Изкуство + любов = Париж“, а по-късно и спектакъла на Камерния Оперен Театър в града, с което започват Дните на Френската Култура. Актьорът-франкофон развълнува публиката със стихове на Веселин Ханчев, посветени на Франция и изпява няколко шансона, измежду които и една от любимите му френски песни Et si tu n'existais pas („„Ако ти не съществуваше“) на Жо Дасен. В този момент посланикът на Франция и голям приятел на България Н. Пр. Ив Сен-Жур напълно нарушава протокола и развълнуван скача да прегърне Кисимов. Това е последната песен, която актьорът изпява. Вечерта се прибират с Румен Жерев, в чийто дом в Благоевград е отседнал на гости и щастливо мечтаят за бъдещите си начинания.
На сутринта сърцето на Асен Кисимов внезапно спира да бие. Последните му думи, в утрото на 13 юли 2005 г. са свързани с това, че няма търпение да се срещне с децата и да види радостта и усмивките им.
Източник: Официалната страница на Асен Кисимов

## Звукови роли
Участва в записите на много магнетофонни ленти, плочи и радиозаписи.
- „Да послушаме и се посмеем“ (1987) (Учтехпром)
- „Химията – технология, екология“ (1990) (Учтехпром)
- “Вълкът и седемте козлета” (Балкантон ВЕА 1775/76)

## Театрални роли
- „Сизве Банзи е мъртъв“ (1977) (А. Фюгърд)
- „Моцарт и Салиери“ (1967)

## Телевизионен театър
- „Бягство в новогодишната нощ“ (1964) (Михаил Тонецки)
- „Всекиму заслуженото“ (1966) (Самуел Альошин)
- „В Чинцано всичко е спокойно“ (1976) (Любен Попов) – мюзикъл
- „Табакера 18 карата“ (1977) (Никола Русев)
- „Нервни времена“ (1978) (Радослав Михайлов)
- „Кръчмата под зеленото дърво“ (Петър Ковач) (1978)
- „Нощният отпуск на затворника М“ (Богдан Глогински) (1978)
- „Хайдушки копнения“ (1980) (Пейо Яворов)
- „Донаборник“ (1981)
- „Орхидеите растат на Монте Гросо“ (1982) (Любен Попов)
- „Приказки с продължение“ (1984)
- „Малка дневна музика“ (1988) (мюзикъл)
- „Ах, този вуйчо“ (1988), 2 части (мюзикъл)
- „Делото „Опенхаймер““ (Хайнер Кипхарт), 2 ч
- „Коловоз“ (1989) (Владимир Арро)
- „Както в Агата Кристи“ (1990) (Любен Попов) – мюзикъл
- „Вражалец“ (1976) (от Ст. Л. Костов, реж. Хачо Бояджиев), 2 части (мюзикъл), (Втора реализация) – дядо Ноко
- „В деня на сватбата“ (1966) (Виктор Розов)
- „Амброзио убива времето“ (1966), мюзикъл
- „Кристалната пантофка“ (1965) (Тамара Габе)

## Филмография
| Година      | Филми/Сериали                                                          | Роля                                                 |
| ----------- | ---------------------------------------------------------------------- | ---------------------------------------------------- |
| 2000        | Ad libitum 2. Речитатив на завистника                                  | завистникът                                          |
| 1999, 2000  | Клиника на третия етаж (35 серии)                                      | Зюмбюлски/съпруг на пациентка (в 2 серии: XVI, XXII) |
| 1999        | Тувалу (Tuvalu), (Германия)                                            | мъж с шапка                                          |
| 1996        | Чудо                                                                   | евреинът Хаим                                        |
| 1995        | Трака-трак – (България / Франция)                                      |                                                      |
| 1995        | Еуфорична трагедия, (Urnebesna tragedija) (Югославия/България/Франция) | III пациент                                          |
| 1993        | La Donna E Mobile                                                      | бащата на Ани                                        |
| 1991 – 1992 | Любовниците (8 серии)                                                  | Вичо (в 7-а серия: „Когато ме стегне шапката“)       |
| 1991        | Бронзовата лисица                                                      | бащата на Борис                                      |
| 1989        | Живей опасно                                                           | следователят                                         |
| 1989        | Бягащи кучета                                                          | бащата на Ламбо                                      |
| 1987        | Ева на третия етаж                                                     | Мишо                                                 |
| 1987        | Някой пред вратата                                                     | учителят по танци                                    |
| 1987        | Детско капричио (тв)                                                   | вторият баща                                         |
| 1986        | Преди да реши съдът                                                    |                                                      |
| 1986        | Васко да Гама от село Рупча (6 серии)                                  | пее песента във филма                                |
| 1984        | Дядо Йоцо гледа                                                        | дядо Йоцо                                            |
| 1983        | Пясък (тв)                                                             | Пано                                                 |
| 1983        | Голямата игра (6 серии), (Большая игра) (СССР/България)                | журналистът Бил Уорън, г-н „Всичко“                  |
| 1983        | Човек не съм убивал                                                    |                                                      |
| 1982        | Рицарят на бялата дама (3 серии)                                       | класният ръководител „Гърбатко“                      |
| 1982        | Предупреждението (Die Mahnung), (ГДР, България, СССР, Унгария)         | Дюкло                                                |
| 1980        | Пътешествие                                                            | рацкацвачът и изпълнителят на песента (глас)         |
| 1979        | От нищо нещо                                                           | журналистът Ангел Ташев, съученикът на Панчо         |
| 1978        | Утрото е неповторимо                                                   | Зафиров                                              |
| 1978        | Топло                                                                  | милиционер                                           |
| 1978        | Коко и вълшебният тромпет                                              | пазачът                                              |
| 1977        | Това се случи на 35-и май (5 серии)                                    |                                                      |
| 1977        | Хора отдалече                                                          | Илиев                                                |
| 1977        | Барутен буквар                                                         | Лазар                                                |
| 1977        | Семейство                                                              | съседът, който се кара на зъболекаря                 |
| 1977        | Пробен срок (тв)                                                       | завеждащият отдел Паскалев                           |
| 1976        | Да изядеш ябълката                                                     | следователят Боян Урумов                             |
| 1976        | Два разказа по Елин Пелин (2 новели)                                   | дребния крадец Лисичката (в 1-вата: „Хитрец“)        |
| 1974        | На живот и смърт (3 серии)                                             | д-р Сами Меворах                                     |
| 1973        | ...И дойде денят                                                       | Матей                                                |
| 1973        | Най-добрият човек, когото познавам!                                    | възпитателят Георги Неделчев                         |
| 1972 – 1980 | Лека нощ, възрастни!.. (27 серии)                                      | журналистът / Бруно Джорданов / продавачът           |
| 1966        | Понеделник сутрин                                                      | Йордан                                               |
| 1964        | 13 дни                                                                 | Владо                                                |
| 1964        | Русият и Гугутката                                                     |                                                      |
| 1962        | Пленено ято                                                            | Петър                                                |
| 1961        | Бъди щастлива, Ани!                                                    | Живко                                                |
| 1961        | Последният рунд                                                        | Чочко                                                |
| 1960        | Стубленските липи                                                      | Ангел                                                |
| 1957        | Години за любов                                                        | Борето                                               |
| 1956        | Точка първа                                                            | студентът на пейката                                 |